# Špansko-ameriška vojna
Povod za špansko-ameriško vojno je bilo posredovanje Združenih držav Amerike v kubansko vojno za neodvisnost, ki se je odvijala med leti 1895 in 1898. Drugače tudi imenovana »Katastrofa 98« se je končala s porazom Španije, in posledično z izgubo njenih zadnjih kolonij: Kube, Portorika, Filipinov in Guame, ki so prišle pod upravo ZDA. Dne 12. februarja leta 1899 je Španija z špansko-nemško pogodbo prodala Nemčiji njeno preostalo ozemlje Tihega oceana, kot so Marianski otoki, Palau in Karoline. Poraz Španije je močno vplival na njeno prebivalstvo, kar je tudi bil povod za nastanek novih literarnih tokov, kot je na primer »Generacija 98«.
ZDA so bile v primerjavi s Španijo v veliki premoči, saj je bilo špansko prebivalstvo v primerjavi z ameriškim znatno manjše, kar je posledično veljalo tudi za njihovo vojsko, že izčrpano od večletnega bojevanja proti gverilcem. Tudi iz finančnega in gospodarskega vidika so bile ZDA v prednosti, saj so se te bojevale blizu svojega ozemlja, medtem ko je Španija morala poslati svojo vojsko na popolnoma drugo stran, kar pa je seveda bil tudi finančni zalogaj. Prodaja Kube Združenim državam, tako kot se je leta 1812 zgodilo s Florido, ni bila mogoča, zaradi tveganja nastanka nove revolucije v državi.
Za vzrok vojne velja eksplozija ladje Maine 15. februarja 1898, vendar povod še vedno ni znan. Obstajajo špekulacije, da je mogoče šlo za nesrečo, ali pa kar namerno dejanje Špancev, obstaja tudi teorija, da so napad izvedli kar Američani sami, zato, da bi krivda padla na Španijo. Čez en mesec je bila uradno napovedana vojna, ki pa je bila relativno kratka. Po dveh pomorskih bitkah z zmago Američanov, je Španija zaprosila za mirovna pogajanja, ki so po zaslugi Francije postala tudi del Pariške mirovne pogodbe. 

## Vzroki za vojno
Združene države, so že v začetku 19. stoletja izvajale širitveno politiko na karibskem območju, posebno jih je zanimala Kuba, ki je takrat predstavljala gospodarsko, kmetijsko in strateško najmočnejšo državo na tem območju. Španija se ji nikoli ni hotela odreči, saj je bila njeno najbogatejše ozemlje, ki je hkrati privabljalo tudi veliko turistov. Poleg tega, se je tudi sama družba v Kubi začela razvijati. Ustvarila se je lokalna buržoazija in nacionalna zavest, ki je začela dobivati vedno več privržencev. Kljub temu, pa je Španija za Kubo postavila nekaj omejitev, povezanih predvsem s politiko in trgovanjem, izmenjava dobrin med Kubo in ZDA je bila namreč onemogočena. Pred dejansko vojno, sta izbruhnili še dve vstaji, zadnja se je imenovala Guerra Chiquita. Tudi pesnik José Martí je začel delovati za kubansko neodvisnost z ustanovitvijo Kubanske revolucionarne stranke, pod vodstvom katere se kasneje odvije tudi vojna v letu 1895.
Poskus ZDA za pridobitev nadzora nad španskimi kolonijami pa ni bil prvi, pred njimi je leta 1885 že Nemčija poskušala razširiti svojo oblast na Novi Gvineji in Karolinške otoke, čemur pa se je Španija močno upirala, saj je bila na polotoku prisotna že od leta 1521. Prisotnost španskih vojakov na otoku je povzročalo nekatere težave, saj so kolonialne oblasti imele pod nadzorom le utrjena območja in glavna mesta (Mambizi, ki sta jih vodila Antonio Maceo in Máximo Gómez), španski stotnik general Weyler pa je na kmetih začel uporabljati koncentracijsko politiko. Želel jih je zapreti v »nadzorovane rezervate«, jih izolirati in pustiti brez oskrbe. To je močno poslabšalo gospodarski položaj države, ki je prenehala proizvajati hrano in kmetijske dobrine, zaradi česar je posledično umrlo med 200.000 in 400.000 Kubancev. Na Kubi je prihajalo do uporov in demonstracij med tistimi, ki so zagovarjali neodvisnost Kube, in med tistimi, ki so zagovarjali ohranitev španske oblasti. Veliko kubanskih vplivnežev, je zahtevalo posredovanje ZDA, kateri so v napetem ozračju seveda videli priložnost za strmoglavljenje španske oblasti na Kubi. Španija je bila v težkem položaju, saj je bila skoraj zagotovljena premoč druge strani, v primeru, da bi res prišlo do spopada, po drugi strani, pa si ni mogla privoščiti predaje Kube, saj bi s tem tvegala nastanek revolucije v državi. Odločili so se za bojevanje z vednostjo, da je vojna za njih že vnaprej izgubljena. 

## Potopitev ladjeMaine
Po še nadaljnjem zavračanju nakupa Kube in Portorika, so Združene države 25. januarja 1898 v Havansko pristanišče poslale ladjo Maine. Njen prihod je bil v nasprotju s takratno in današnjo diplomsko prakso, saj je v pristanišče vstopila brez predhodnega obvestila. Španska vlada je kot odgovor poslala v New York križarko Vizcaya. Kljub nepričakovanem prihodu ladje, so Havančani ostali mirni, saj se je zdelo, da ima kapitan Ramón Blanco situacijo pod kontrolo. Vendar pa je ob 21:40 15. februarja istega leta ladjo Maine razneslo, v eksploziji pa je umrlo kar 254 mornarjev in dva časnika, od sicer 355 članske posadke. 
S preiskovanjem so začele tako španske kot ameriške oblasti, vsaka s svojo ekipo, saj je ameriška stran zavrnila skupno sodelovanje. Seveda so obe strani krivile drugo. Američani so za eksplozijo krivili mino, ki naj bi jo podtaknili Španci, ti pa so obtožbe seveda zanikali, in trdili, da bi minska eksplozija ustvarila vodni steber, ki ga sicer ni bilo videti. Poleg tega, pa bi zaradi eksplozije mine poginilo veliko vodnih živali, česar sledi tudi ni bilo opaziti. Hipoteza, da je eksplozija bile interne narave nakazuje tudi dejstvo, da so bile zaloge goriva na ladji razstreljene. Mnenje nekaterih španskih in kubanskih zgodovinarjev je, da so Američani odgovorni za nesrečo, ker naj bi delovali pod operacijo lažna zastava, in tako dobili razlog za napoved vojne. Spet drugi so mnenja, da je eksplozijo povzročilo segrevanje pregrad, ki so ločevale določen zabojnik od sosednjega bunkerja, ki je takrat gorel. Ta hipoteza je bila 1975 potrjena, ko je ameriški admiral Hyman G. Rickover dal izvleči ostanke ladje in še enkrat analiziral vse zbrane dokumente s svojo skupino.  Kljub vsem zanikanjem obtožb iz Španske strani, je medijska hiša Williama Randolpha Hearsta (danes Hearst Group), ena glavnih medijskih imperijev na svetu, prepričala Američane o nasprotnem. ZDA so zahtevale španski umik iz Kube in ji postavile ultimat, ki je bil zavrnjen, poleg tega pa je Španija napovedala vojno v primeru invazije na njena ozemlja, kljub temu, da je bila Kuba že obkrožena z ameriško floto. 

## Razvoj konflikta
Ameriška flota se je na bitko pripravljala že kar nekaj časa prej, odšli so namreč v Hong Kong, kjer so izvajali strelske vaje, dokler niso bili vpoklicani v bitko. V dveh pomorskih bitkah je ameriška flota uničila kar dve španski ladji, medtem ko je Španija v celotni vojni uničila samo eno ameriško. Čeprav je imela Španija dve zelo močni ladji, ki so bile načeloma boljše od konkurence, v vojni niso sodelovale, saj je bila ena na rekonstrukciji, druga pa še ni bila dostavljena. Nelson A. Miles je 25. julija začel kopensko ofenzivo v Portoriku z izkrcanjem pri Guaniki od koder se je zvrstila še vrsta manjših bitk. ZDA si nikoli niso mogle prilastiti Portorika, je pa Španija vseeno na koncu kapitulirala zaradi porazov na Filipinih in Kubi.

### Cámerjeva posadka
Maja je špansko ministrstvo za mornarico želelo zaposliti, takrat neaktivno, eskadriljo Manuel De la Cámara y Livermore, za katero je španski minister Ramón Auñón y Villalón načrtoval odhod čez Atlantski ocean in bombardiranje mesta na vzhodni obali Združenih držav, in od tam usmeritev na Karibe, v pristanišče v San Juanu, Havani ali Santiagu de Kuba. Odpravo naj bi sestavljali trije oddelki: 
- divizija pod vodstvom Cámare, sestavljena iz oklepne križarke Carlos V in pomožnih križark Meteoro, Patriota, Rápido in Giralda;
- divizija pod vodstvom kapitana Joséja Ferrándiza y Niña, sestavljena iz bojnih ladij Pelayo in Vitoria ter  rušilcev Osado, Audaz in Proserpina;
- divizija pod poveljstvom kapitana druge divizije skupaj z Fernándezom de Castra, sestavljena samo iz treh pomožnih križark: Buenos Aires, Antonio López in Alfonso XII.

Rušilci so bili razreda Furor in so veljali za zelo hitre in dobro oborožene. Španska eskadrilja je po moči presegala ameriško, ki jo je vodil Dewey, predvsem zaradi Peleya in Carlosa V. Govorilo se je, da Španci nameravajo odposlati svoje enote na Filipine, da bi uničili ameriško eskadriljo, na kar pa so Američani odgovorili z odpošiljanjem 10.000 novih vojakov na Filipine ter še dva opazovalca ameriške mornarice. Poleg tega, so izključili celotno razsvetljavo na vzhodni obali, da bi lahko Špancem vsaj na ta način otežili napad. 15. maja 1898 je Cámara prejel ukaz, da je odprava na vzhodno obalo ZDA preklicana, in da mora nemudoma odpotovati na Filipine, skupaj s 4000 možmi za okrepitev tamkajšnje vojske. Na svoji poti se je brez težav ustavil v nevtralnih francoskih in italijanskih pristaniščih, ko pa je prišel do Sueza, ki je bil takrat pod oblastjo Združenega kraljestva, je naletel na težave. ZDA so namreč že pred njegovim prihodom v Egipt poznale njegov načrt, zato so vzpostavile komunikacijo z njihovim vicekonzulom v Kairu, Ethelbertom Wattsom, ki je kupil ves razpoložljiv premog v Suezu. Poleg tega mu je težave povzročala tudi britanska vlada, ki ga je 29. junija sporočila, da nima dovoljenja za nakup premoga v egiptovskih vodah, in da se mora v 24 urah vrniti na morje. Med 5. in 6. julijem tistega leta, Cámari končno uspe prečkati Sueški prekop, ampak je špansko ministerstvo 7. julija 1898 ukazalo umik, saj so se bali za varnost španske obale. Od takrat naprej nobena sila ameriške mornarice ni ogrožala španske obale, zato dve najmočnejši ladji nista nikoli nastopili v boju. 

### Britanska ovira
Španija ni nikoli mogla premagati mednarodne izolacije, čeprav je želela izrabiti še zadnje moči, ki jih je imela španska mornarica. Velika Britanija ji je namreč povsem onemogočila vdor na vzhodne obale ZDA, saj se je želela izogniti širitvi konfliktov na Atlantik. 

## Posledice vojne
Prvega oktobra 1898 so se začela prva mirovna pogajanja, ki so dosegla vrhunec s podpisom Pariške mirovne pogodbe 10. decembra istega leta, s katero je bila dogovorjena prihodnja neodvisnost Kube, in s katero je Španija izgubila še svoje zadnje tri kolonije, Filipine, Portoriko in Guam. Ostale španske posesti, ki jih ni bilo mogoče ubraniti, pa so bile prodane Nemčiji za 25 milijonov pezet v skladu z nemško-špansko pogodbo. Same posledice je najbolj občutil razred intelektualcev, saj je bila večina prebivalstva nepismena. Poleg tega, pa so se v tem istem času dogajale še druge podobne težave med drugimi državami, zato španski primer ni dosti izstopal. 
V ZDA so se začele pojavljati tudi polemike v povezavi z novo pridobljenimi kolonijami, saj so eni zagovarjali, da se tam vzpostavi režim demokracije, drugi pa načelo samoodločbe. Na Filipinih, kjer so se prej borili proti španskemu kolonializmu, so se sedaj začeli bojevati proti ameriškim enotam v triletni vojni, ki je ubila med 200.000 in milijon Filipincev. Kljub kritikam tistih, ki se z ameriškim imperializmom niso strinjali, je ameriški predsednik Theodore Roosevelt predlagal izgradnjo med oceanskega prekopa v Srednji Ameriki, leta 1903 pa je kolumbijski vladi ponudil odkup zemljišča v današnji Panami. Na območju, kjer naj bi se prekop gradil, so izbruhnili upori, ki jih je Roosevelt podpiral, skupaj z ločitvijo Paname od Kolumbije. V tistem času je v ZDA odpotoval francoz Philippe-Jen Benau-Varilla kot pooblaščeni veleposlanik nastanjen v republiki Panama, in prodal Združenim državam območje prekopa. Leta 1914 se je Panamski prekop odprl za pomorski promet. 
Ameriške čete so Kubo zapustile leta 1902, vendar je Kuba morala ZDA pustiti pomorske baze, bilo pa ji je tudi prepovedano podpisovati pogodbe, s katerimi bi lahko navezala stik z drugimi tujimi silami. Vsi sporazumi med ZDA in Kubo so bili združeni pod Plattovim amandmajem. Leta 1907 je bila Filipinom podeljena samouprava, leta 1946 pa popolna neodvisnost. Kmalu za tem, leta 1952 pa je Kongres Združenih držav podelil omejeno samoupravo tudi Portoriku. 
Kapital, ki ga je prej Španija imela na Kubi in v ZDA, se je sedaj vrnil na polotok in pomagal razviti velika moderna podjetja povezana z jeklarsko, kemično, finančno, strojno, tekstilno, ladjedelniško in električno industrijo. Čeprav se je režim restavracije v Španiji krhal po vojni, je še vedno ostal v veljavi naslednjih trideset let, in Španiji omogočil nevtralnost v prvi svetovni vojni. Tudi izguba kolonij je pripomogla h nevtralnosti tako ob prvi kot ob drugi svetovni vojni.
Leta 1900 je ministerstvo za mornarico določilo popis tehničnega stanja mornariških ladij tistega časa, zaradi česar je bilo kar 25 enot razpuščenih, saj so bile ocenjene kot neuporabne za vojaško službo. Tudi ostala plovila so bila ocenjena z zelo nizko ali skoraj ničelno vojaško vrednostjo, bilo pa bi jih mogoče ohraniti zaradi njihove hitrosti, kot učne ladje ali kot opozorilne ladje za služenje na čezmorskih kolonialnih ozemljih. Ohranjena je bila tudi jahta Giralda, ki je kasneje postala kraljeva jahta, in pa parnik Urania, ki je bilo uporabljeno kot raziskovalno plovilo. Špansko mornarico je bilo potrebno posodobiti, ampak mnogi so se spraševali ali Španija sploh ima potrebno tehnologijo in industrijo za izvedbo tega načrta. Leta 1907 so bili podpisani Kartagenski sporazumi, ki so bili kot neke vrste obrambno zavezništvo med Španijo, Francijo in Združenim kraljestvom v primeru izbruha vojne proti Trojnemu zavezništvu. Med vladavino Alfonza XIII se je odnos med Španijo in Združenim kraljestvom izboljšal, posledice tega pa so se kazale v podpisu trgovskih pogodb v letih 1902, 1906 in 1910. Španija se je začela posvečati svojim afriškim posestim in začela z mednarodnim obnavljanjem po konferenci v Algecirasu.